# Sarah Burke
Sarah Burke, född 3 september 1982 i Barrie, Ontario, död 19 januari 2012 i Salt Lake City, Utah, var en kanadensisk freestyleåkare som växte upp i Midland, Ontario.  Hon var senare bosatt i Whistler i British Columbia. 
Burke deltog i FIS Freestyle World Ski Championships och vann guld i halfpipe i det allra första världsmästerskapet (2005). Hon deltog även i X Games i Aspen och tog guld i superpipe 2007, 2008, 2009 och 2011. 2006 tog hon silver. Sarah Burke utsågs till "Best Female Action Sports Athlete" av den amerikanska TV-kanalen ESPN år 2007.
Sarah Burke råkade ut för en skidolycka i samband med en träning i Park City i Utah den 10 januari 2012, och avled en vecka senare.